# Juan Carlos Alonso Calleja
Juan Carlos Alonso Calleja (n. Santander (Cantabria); 4 de noviembre de 1964) es un ex ciclista español, profesional durante entre 1990 y 1991. 

## Palmarés
No obtuvo victorias en el circuito profesional.

## Equipos
- Teka (1990)
- Puertas Mavisa (1991)